# Gymnothorax prolatus
Gymnothorax prolatus är en fiskart som beskrevs av Sasaki och Amaoka, 1991. Gymnothorax prolatus ingår i släktet Gymnothorax och familjen Muraenidae. Inga underarter finns listade i Catalogue of Life.